# Karl Otto Müller (Jurist)
Karl Otto Müller, auch Carl Otto Müller (* 12. Mai 1819 in Wittenberg; † 13. Dezember 1898 in Leipzig) war ein deutscher Jurist, Hochschullehrer und Politiker.

## Leben
Müller lernte an der Thomasschule zu Leipzig. Er studierte Rechtswissenschaften in Leipzig, Halle und Berlin. Danach arbeitete er am Landgericht Halle. Ab 1843 war er Privatdozent in Halle, ab 1851 Professor in Greifswald und ab 1852 ordentlicher Professor in Leipzig. Ab 1858 wirkte er zusätzlich am Appellationsgericht Leipzig. Von 1866 bis 1868 war Abgeordneter der Stadt Leipzig in der II. Kammer des Sächsischen Landtages.
Er war Mitglied der Leipziger Freimaurerloge Minerva zu den drei Palmen.
Er wurde im Ehrengrab der Universität Leipzig in der V. Abteilung des Neuen Johannisfriedhofs beerdigt.